# Цона Артиђанале (Асколи Пичено)
Цона Артиђанале (итал. Zona Artigianale) насеље је у Италији у округу Асколи Пичено, региону Марке.
Према процени из 2011. у насељу је живело 5 становника. Насеље се налази на надморској висини од 6 м.